# Gil Eanes
Gil Eanes (nacido en Lagos, Portugal) fue un navegante y explorador portugués, escudero del infante de Portugal Enrique el Navegante cuya biografía sigue siendo  poco conocida y muy discutida. Consiguió por primera vez, en 1434, llegar más al sur del cabo Bojador, disipando las leyendas y el terror supersticioso que este promontorio inspiraba en la Europa del Renacimiento, e iniciando así la época que se conoce como de los «grandes descubrimientos».

## Biografía
El cabo Bojador era conocido como el «cabo del Miedo». A cinco kilómetros de la costa del cabo, en alta mar la profundidad es de solo dos metros, probablemente debido a la sedimentación causada por los miles de años de tormentas de polvo soplando a través del desierto del Sáhara. Olas altísimas y arrecifes de crestas puntiagudas son frecuentes en aquella región, haciendo la navegación muy arriesgada.
Entre 1424 y 1433, Enrique envió quince expediciones con la misión de superar el cabo maldito. Todas fracasaron. El infante Enrique consiguió incentivar a Gil Eanes para que intentase la proeza del pasaje.
En mayo de 1434, Gil Eanes preparó un barco de treinta toneladas con un solo mástil y una única redonda y también impulsada por remos y  parcialmente cubierta. Con ella, al llegar a las proximidades del cabo del Miedo, decidió poner rumbo hacia el oeste alejándose de la costa de África. Después de un día completo de navegación lejos de la costa, se encontró con una plácida bahía de vientos suaves, y luego se volvió hacia el sureste y pronto se dio cuenta de que había dejado atrás el peligroso cabo Bojador.
Al doblar el cabo, reforzó  el papel de Portugal como nación marítima. De acuerdo con Gomes Eanes de Zurara, el infante como premio le armó caballero y le consiguió un rico matrimonio.

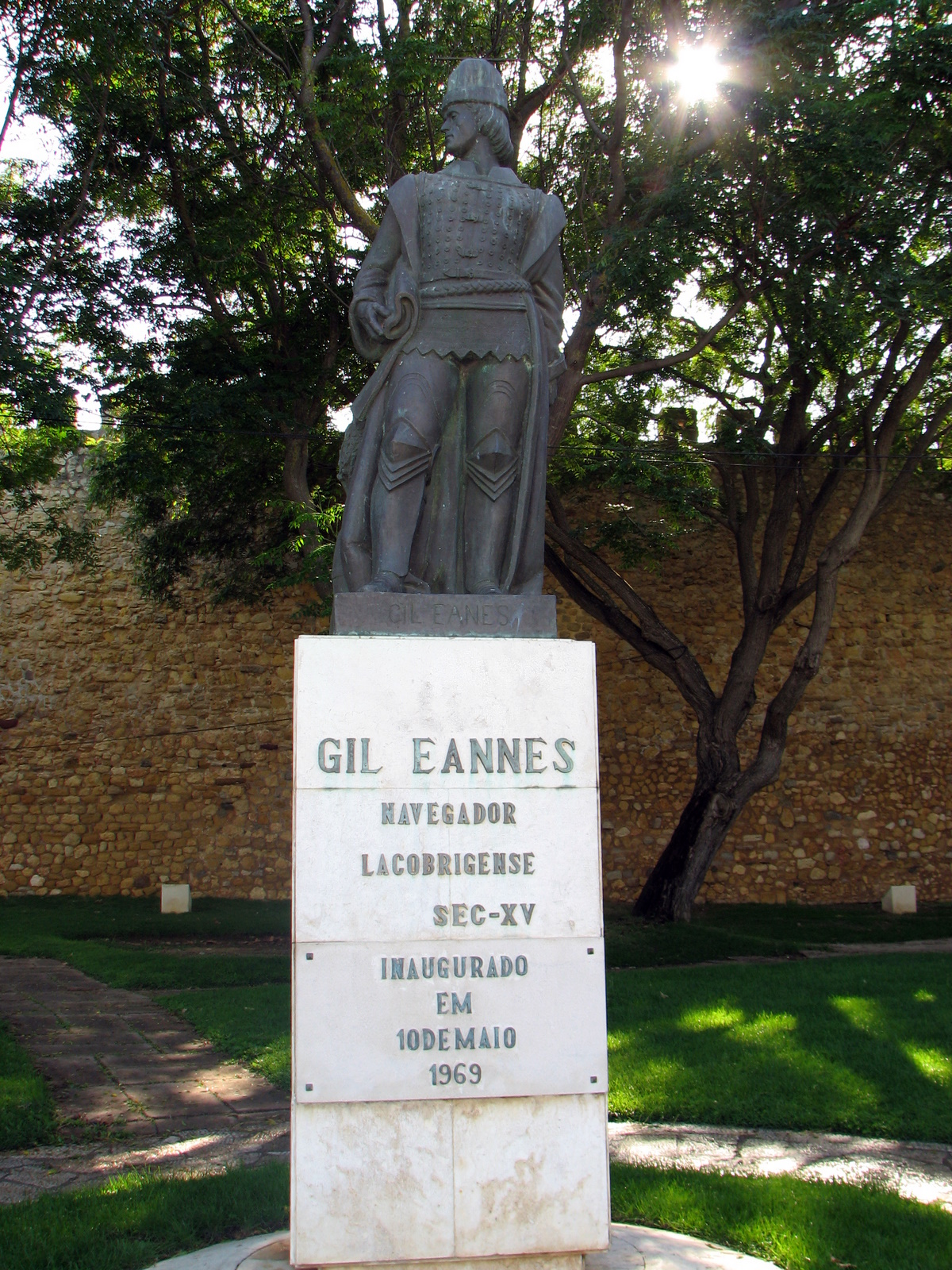
Estatua de Gil Eanes en Lagos.

Se sabe que en 1446 partió para la exploración de la costa de la actual Mauritania y luchó contra los musulmanes que trataron de impedir el progreso de la navegación portuguesa a través de la piratería, de donde obtuvieron el mayor número de esclavos de siempre. Regresó a la mitad del viaje debido al mal tiempo, no habiendo más datos biográficos concretos desde esa fecha, aunque algunos historiadores afirman que continuó su vida en Lagos. Este navegante permitió un gran avance en el inicio de la era de los descubrimientos.